# 大正橋 (広島市)
大正橋（たいしょうばし）は、広島県広島市の猿猴川に架かる道路橋。

## 概要
広島市道比治山蟹屋線筋の橋であり、道路幅員11m。橋名のとおり、大正時代からある橋であり、その後数度に渡り架け替えを行っている。
上流に被爆橋梁の併用橋・荒神橋、下流に平和橋がある。北詰（左岸）交差点からまっすぐ行くと広島県道164号広島海田線（大洲通り）に出る。右岸側に広島電鉄皆実線の軌道、少し行くと段原一丁目停留場にたどり着く。
この橋から下流の平和橋の右岸側（西側）は河岸緑地として整備されている。付近にある慰霊碑は元々派出所があった場所である。

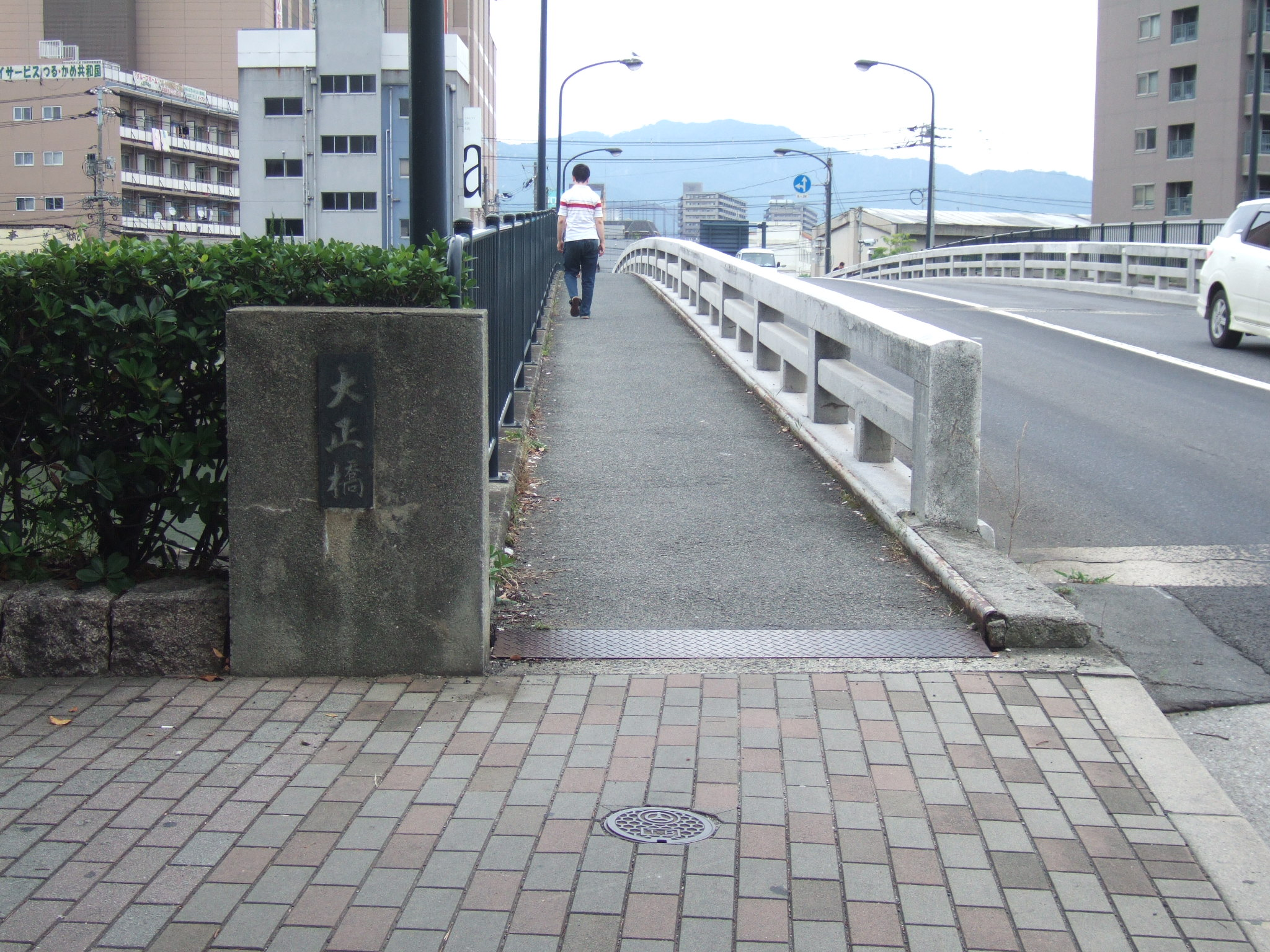
欄干（南詰）
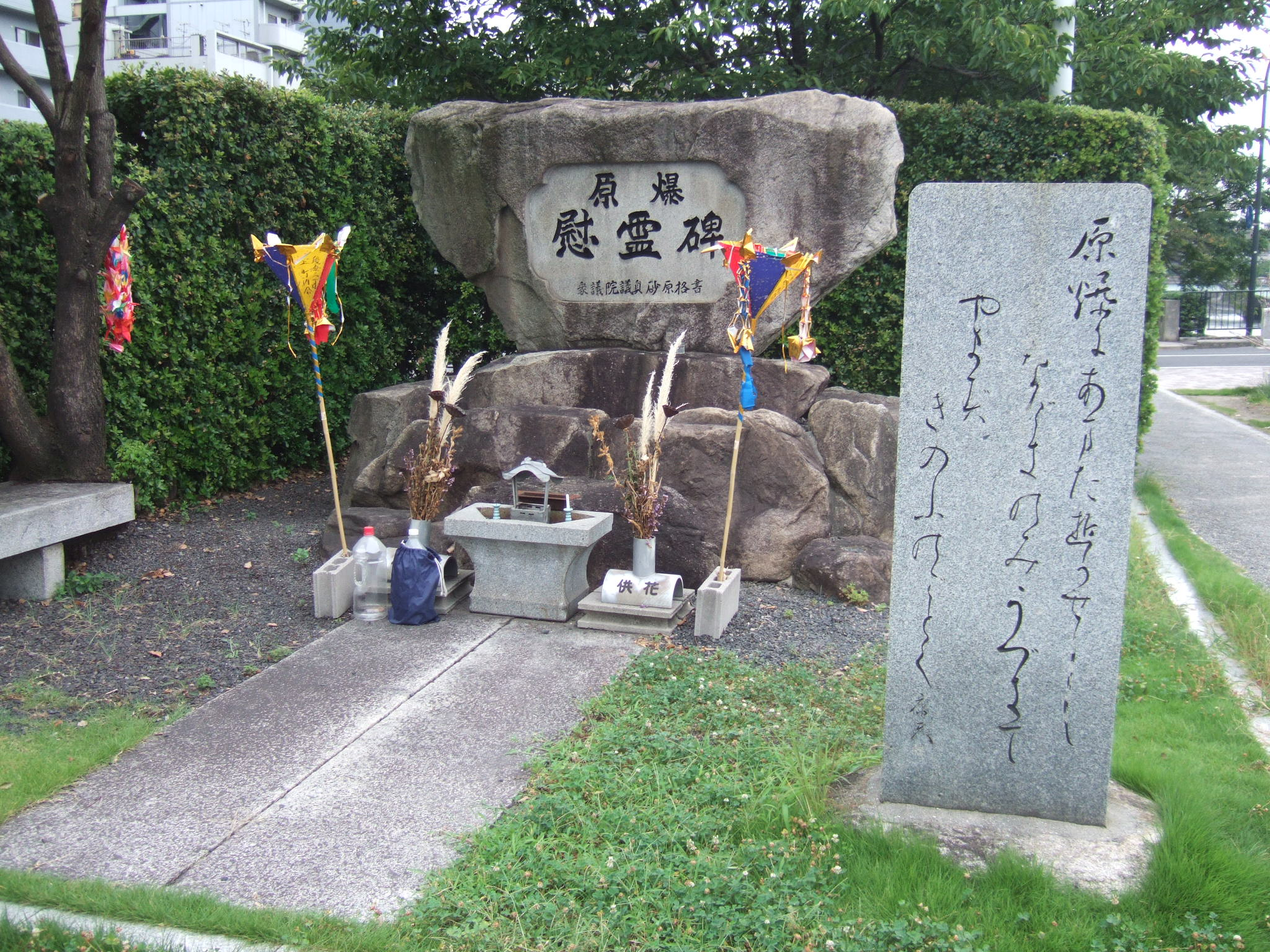
原爆慰霊碑

## 歴史
1919年（大正8年）道路法（旧法）が公布、これによりいわゆる大正国道が定められた。この中には軍事用の路線整備も含まれ、翌1920年（大正9年）内務省告示第125号により全国に26線のいわゆる軍事国道が定められた。日清戦争時広島大本営が設置されて以降軍都として発展していく広島にも「国道特18号」が計画され、2号国道（大正国道）荒神町を起点とし同町から西蟹屋町を経て南下し猿猴川を渡河、大蔵省煙草製造所広島分工場（陸軍省資料には書かれていないが明治時代から存在した）の南東端を掠め、宇品線の西側に沿って南下し、陸軍兵器支廠および陸軍被服支廠の前を通り、終点は軍用港である宇品港に着くルートとなった。この猿猴川にかかる軍事国道筋の橋として計画されたのがこの大正橋である。
1923年（大正12年）、鉄筋コンクリートゲルバー桁橋として、現在より50m川下の位置に架橋した。のち西詰（右岸）には巡査派出所が、東詰（左岸）には日本綿花紡績工場のち日本製鋼所広島工場ができる。
1945年（昭和20年）8月6日広島市への原子爆弾投下の際には、爆心地から2.03kmのところに位置した。爆風により高欄一部が破壊され川に落下、ちょうど渡っていた人も一緒に投げ出された。しかし落橋には免れたため、避難者は市内から東へ逃げて行った。正午ごろになると、憲兵がこの橋に立ち、市内に入る者を制止していた。ただこの橋は同年9月の枕崎台風による水害により橋中央付近が流出してしまった。
戦後、仮設の木橋として復旧していたが、1958年（昭和33年）に現在のものに架け替えられた。翌1959年（昭和34年）に南詰に慰霊碑が建立されている。
1971年（昭和46年）に歩道の拡幅を行っている。

## ギャラリー

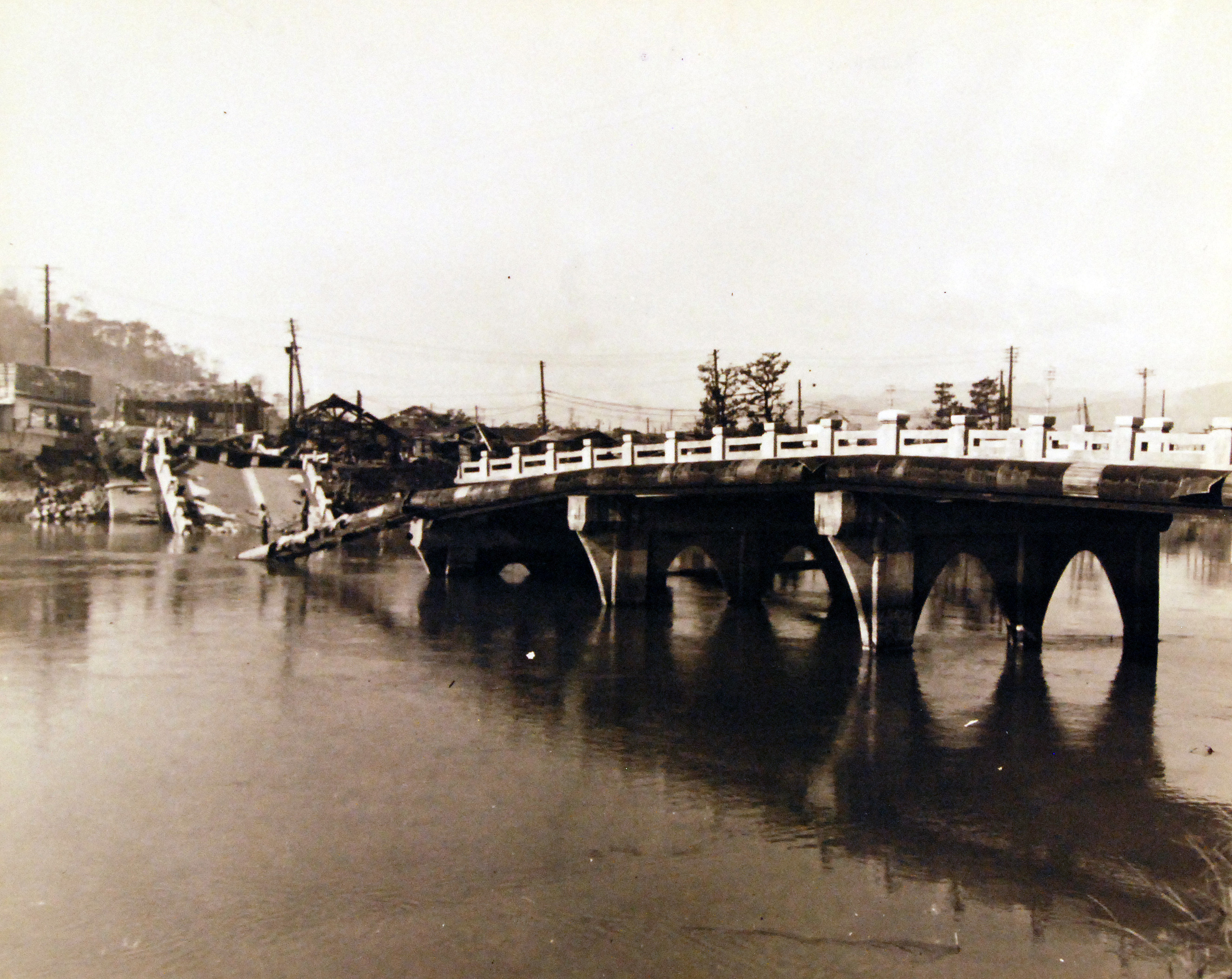
1945年10月（参照）
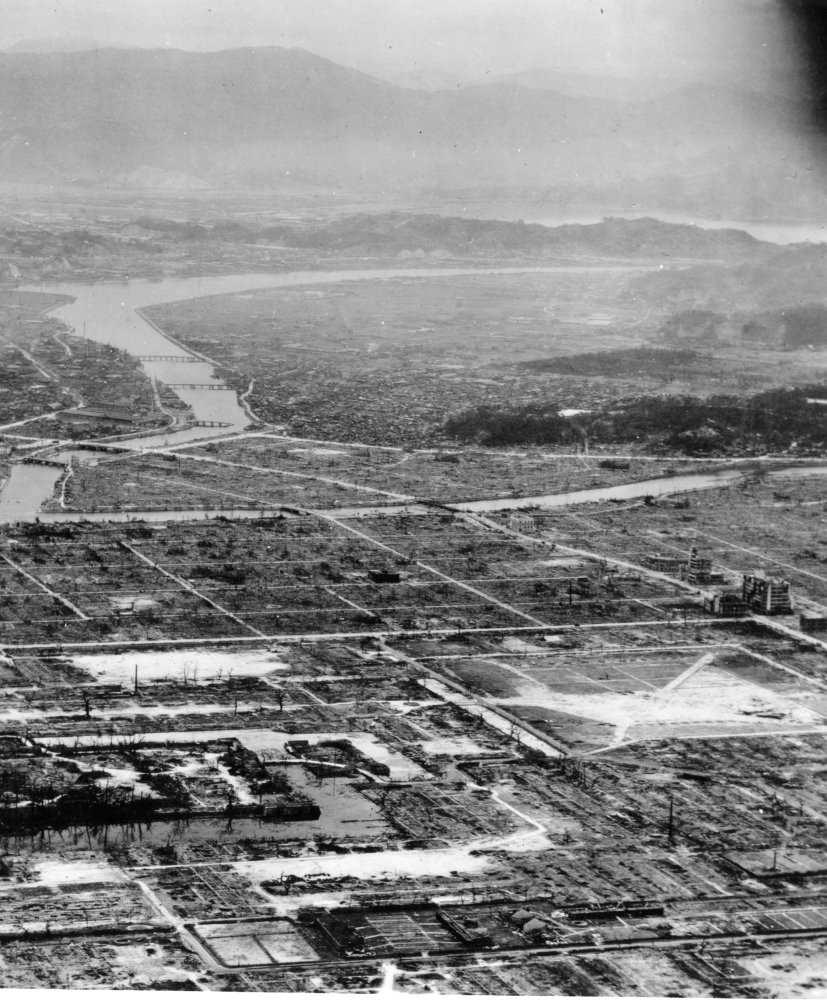
寺町上空から東方向を撮影。左上から3番目の橋が大正橋で一部落橋していることから1945年9月以降に撮影されたもの。
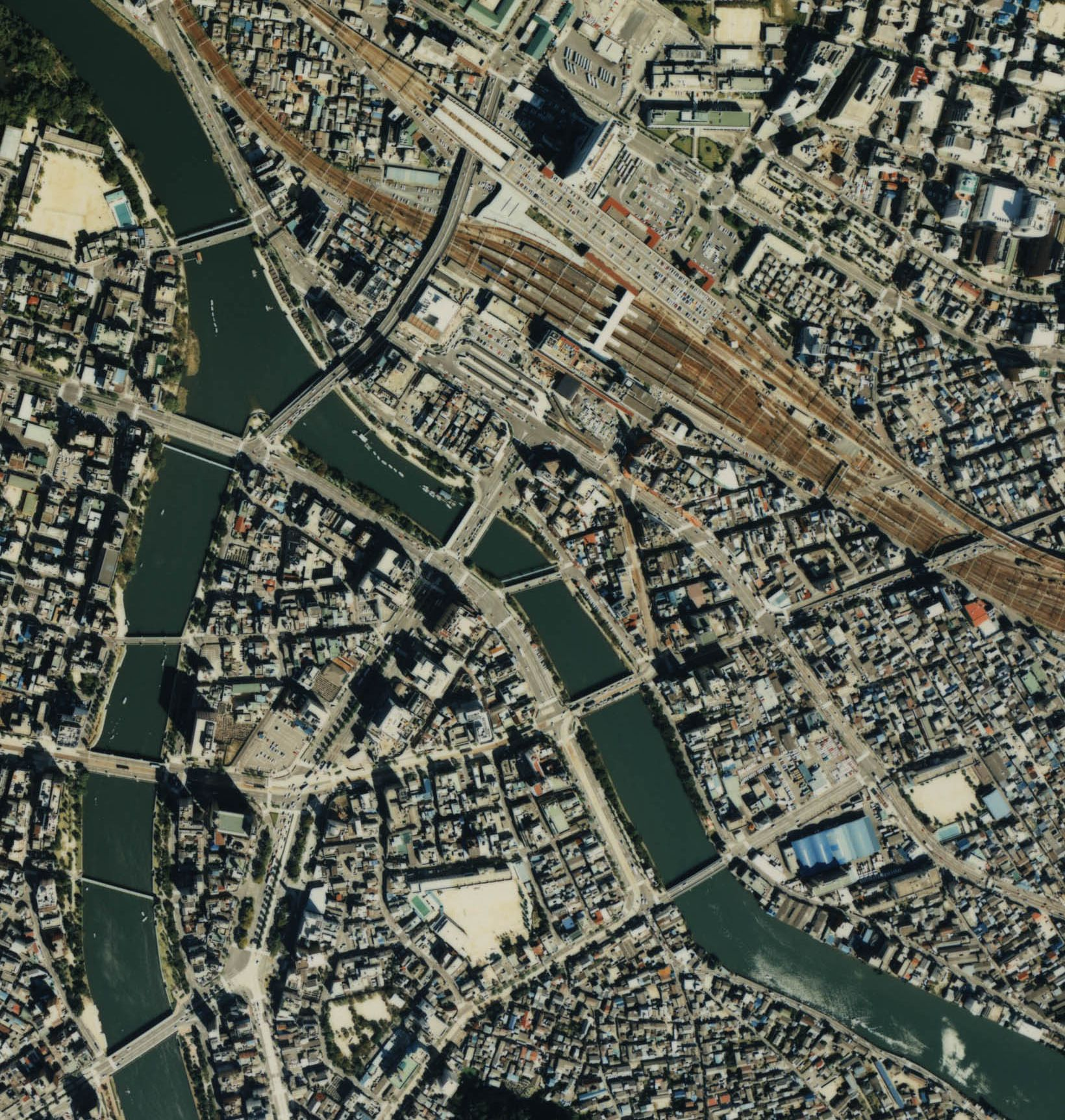
1988年の広島駅南周辺[10]。分岐から上が猿猴川であり、分岐から5つ目の橋が大正橋。

## 参考資料
- 広島市『広島原爆戦災誌』（PDF）（改良版）、2005年（原著1971年）。オリジナルの2013年12月3日時点におけるアーカイブ。2014年7月4日閲覧。
- 松尾雅嗣、谷整二「広島原爆投下時の一時避難場所としての川と橋」（PDF）『広島平和科学』第29巻、広島大学、2007年、1頁-25頁、2014年7月4日閲覧。
- 大正橋